# 徳永有美
徳永 有美（とくなが ゆみ、1975年8月14日 - ）は、日本のフリーキャスター。元テレビ朝日アナウンサー。夫はウッチャンナンチャンの内村光良。

## 来歴
石川県金沢市出身。
神奈川県立荏田高等学校入学後、高校2年生時に石川県立金沢女子高等学校へ転校。大妻女子大学社会情報学部卒業。
職務経歴
1998年4月テレビ朝日入社。
学生時代に陸上部に所属していたので、スポーツの関連番組及びコーナーなどを担当。『早起き!チェック』『やじうまワイド』『内村プロデュース』などを担当。
2001年中頃から翌年にかけて番組の企画を兼ねて2002年ソルトレークシティオリンピックのスケルトン日本代表を目指して練習し、ほかに番組の企画で津軽海峡横断遠泳リレーや、アーティスティックスイミングなど、スポーツ体験ロケを数々こなす。『スーパーモーニング』総合司会、『報道ステーション』スポーツコーナー担当後、2005年4月テレビ朝日を退社。
2005年お笑いコンビ「ウッチャンナンチャン」の内村光良と結婚。主婦業に専念していたが、2007年4月から、毎週火曜日に朝日新聞夕刊のスポーツ選手を題材にしたコラム記事『戦士のほっとタイム』にて、本名の「内村有美」名義でインタビュアーを務める。2009年3月、第一子を授かったことを機に武内絵美へバトンタッチした。
2017年1月、AbemaTV内のニュース専門チャンネル AbemaNewsにて、フリーアナウンサーとして約12年振りに『けやきヒル's NEWS』のニュースキャスターでレギュラー出演。
2018年10月1日に、13年振りに『報道ステーション』にメインキャスターとして復帰。2021年10月より『ABEMAヒルズ』メインキャスターも兼任。地上波キー局とインターネット、垣根を越えて同時期に2つの看板報道番組メインをつとめている初めてのキャスター。

## 人物、パーソナルデータ
特技
関根勤の笑い顔の真似が得意である。
同僚など
テレビ朝日の同期のアナウンサーは小松靖、上山千穂、小木逸平、野村真季。
家族
2001年7月に同じテレビ朝日の当時ディレクターであった同期社員と結婚。
2003年9月に最初の夫と離婚。
2005年4月23日に内村光良と再婚。
現在は子供が二人（女子1人、男子1人）。

## 出演番組

### テレビ
テレビ朝日アナウンサー時代
| 期間       | 期間      | 番組名             | 役職                           |
| ---------- | --------- | ------------------ | ------------------------------ |
| 1998年10月 | 1999年3月 | 早起き!チェック    | 月・火曜日MC                   |
| 1998年10月 | 1999年3月 | やじうまワイド     | 土曜版天気コーナー担当         |
| 1999年4月  | 1999年9月 | やじうまワイド     | 月・火曜日スポーツコーナー担当 |
| 1999年10月 | 2001年3月 | やじうまワイド     | 月・火曜日総合司会             |
| 2000年11月 | 2003年4月 | 内村プロデュース   | アシスタント                   |
| 2001年4月  | 2002年6月 | やじうまワイド     | 月～水曜日総合司会             |
| 2002年10月 | 2003年4月 | スーパーモーニング | 総合司会                       |
| 2004年4月  | 2005年3月 | 報道ステーション   | 木・金曜日スポーツ担当         |

フリー転身後
| 期間       | 期間      | 番組名                         | 役職                       |
| ---------- | --------- | ------------------------------ | -------------------------- |
| 2017年4月  | 2018年9月 | SPORTS X（BS朝日）             | 司会                       |
| 2018年10月 | 2020年5月 | 報道ステーション（テレビ朝日） | 月～木曜日メインキャスター |
| 2020年6月  | 2021年9月 | 報道ステーション（テレビ朝日） | 月～水曜日メインキャスター |
| 2021年10月 | 現在      | 報道ステーション（テレビ朝日） | 金曜日メインキャスター     |

### ラジオ
- ベストセラーを読んでみた。※NRN系列局裏送り（タイズブリック制作、2015年4月 - 2018年9月）

### インターネット動画配信
- けやきヒル's NEWS（Abemaヒルズ、キャスター、2016年12月28日 - 2018年8月29日、水・木・土曜日担当、2021年10月 - 水・木曜日担当）
- AbemaPrime（2018年3月22日、8月9日、9月7日、AbemaNews担当）